# Chthonius tzanoudakisi
Espèce
Chthonius tzanoudakisi est une espèce de pseudoscorpions de la famille des Chthoniidae.

## Distribution
Cette espèce est endémique de Zante en Grèce. Elle se rencontre dans la grotte tou Chajoti.

## Description
Les femelles mesurent de 1,93 à 2,83 mm.

## Étymologie
Cette espèce est nommée en l'honneur de Dimitrios B. Tzanoudakis.

## Publication originale
- Mahnert, 1975 : Griechische Hohlen pseudoskorpione. Revue Suisse de Zoologie, vol. 82, no 1, p. 169-184 (texte intégral).